# 9699 Baumhauer
9699 Baumhauer è un asteroide della fascia principale. Scoperto nel 1971, presenta un'orbita caratterizzata da un semiasse maggiore pari a 2,6337532 UA e da un'eccentricità di 0,2190031, inclinata di 11,69210° rispetto all'eclittica.